# Chalarus zyginae
Chalarus zyginae är en tvåvingeart som beskrevs av Jervis 1992. Chalarus zyginae ingår i släktet Chalarus och familjen ögonflugor.
Artens utbredningsområde är Italien. Inga underarter finns listade i Catalogue of Life.